# Gould (Oklahoma)
Pour les articles homonymes, voir Gould.
Gould est une ville du comté de Harmon, dans l'État d'Oklahoma, aux États-Unis,. En 2010, elle compte une population de 141 habitants.

## Démographie
Lors du recensement de 2010, la ville comptait une population de 141 habitants, tandis qu'en 2019, elle est estimée à 129 habitants.